# Rabbits
Pour plus de détails, voir Fiche technique et Distribution.
Rabbits est une mini-série américaine écrite et réalisée par David Lynch, et sortie en 2002, avec pour acteurs Scott Coffey, Laura Elena Harring, Naomi Watts et Rebekah Del Rio et qui présente des caractéristiques d'un sitcom. Il est constitué de neuf épisodes qui mettent en scène trois lapins de forme humanoïde à la conversation décousue dans un salon. Le film est présenté par la mention : « Dans une ville sans nom sous le déluge d'une pluie sans fin, trois lapins vivent dans un mystère effrayant » (« In a nameless city deluged by a continuous rain… three rabbits live with a fearful mystery »). La musique de film est comme dans d'autres films de David Lynch, l'œuvre du compositeur Angelo Badalamenti.
Rabbits est à l'origine une série de huit courts épisodes publiée sur le site davidlynch.com mais qui n'y est plus disponible. Il a été commercialisé en DVD en 2008 dans un coffret intitulé « The Lime Green Set » en une version de quatre épisodes. En 2020, David Lynch poste les épisodes un à un sur sa chaîne Youtube.
Des séquences ont été intégrées au film de David Lynch Inland Empire.

## Synopsis
L'action se situe dans un espace unique tout le long du film, un salon d'un appartement pourvu d'un couloir en arrière-plan et d'une porte d'entrée à gauche. La pièce rappelle dans son agencement un appartement new-yorkais des années 1950. L'ensemble se présente comme une scène de théâtre, présentation accentuée par les rires enregistrés récurrents qui ponctuent le film et rappellent le sitcom. La pièce assez vaste comporte un canapé, une lampe de chevet, un téléphone sur un petit meuble et une planche à repasser. Les trois personnages sont trois lapins de forme humanoïde : Jack, homme, en costume noir qui entre et sort à plusieurs reprises, Suzie, femme en robe de chambre principalement occupée à repasser du linge, et Jane, femme, qui ne quitte pas le canapé et ne dit pas un mot de tout le film. On ignore tout des personnages, on ne connaît ni leur âge, ni leur profession, ni les liens qui existent entre eux, tout comme on ne saura rien du coup de téléphone ou de l'homme en costume vert. L'éclairage de la pièce, sommaire, fournit une demi-obscurité, accentuant l'ombre des personnages sur les murs.
Le plan sur la scène reste statique tout le long du film, hormis un court plan rapproché sur le téléphone quand il sonne pour une unique fois, et une image difficilement identifiable à la fin du film.
Les conversations de Jack et Suzie sont décousues au sens où chacun semble parler sans répondre à l'autre, dans un mode non sequitur. Leurs propos sont séparés par de longs silences où seule la musique de film, le bruit de la pluie, et des sifflets réguliers de locomotive dominent.
Les propos tenus évoquent un mystère : « Où cela s'est-il passé ? » (Where was it?) ; « Quand le diras-tu ? » ; « C'était un homme en costume vert » ; « Je découvrirai la vérité un jour » ; « Personne ne doit savoir ». Mais d'autres répliques ne semblent pas répondre au propos précédent et donnent un sentiment de décalage, on peut ainsi noter : « Étais-tu blonde ? » ; « Quelque chose ne va pas » ; « Quelle heure est-il ? » ; « Je me demande qui je serai ».
Les rires enregistrés qui suivent certaines répliques ne répondent pas à un trait d'humour et marquent des propos ayant trait majoritairement à la chronologie et aux appels téléphoniques : « Personne n'a téléphoné aujourd'hui » ; « Il est sept heures » ; « N'oublie pas qu'aujourd'hui nous sommes vendredi » ; « Quelqu'un a appelé aujourd'hui ? » ; « Toute la journée ». Les entrées de Jack sont aussi saluées de longs applaudissements que rien ne semble justifier, mais qui évoquent les sitcoms. Ces applaudissements ne modifient en rien l'attitude impassible des personnages.
Le dialogue des personnages est décousu mais donne par moments l'impression que recomposé, il serait possible d'obtenir une conversation sensée. Néanmoins, aucune critique littéraire n'a fourni de reconstitution convaincante. Il arrive qu'un des personnages tente de faire une déclaration : « Il y a quelque chose que je voudrais te dire ». Le propos est soit suivi d'applaudissements, soit de propos sans relation apparente.
Certains événements se produisent et viennent rompre la scénographie très statique : un trou en flammes apparaît dans le mur accompagné d'une voix sourde aux propos incompréhensibles ; Suzie revient du couloir avec deux globes lumineux ; des pas dans l'escalier ou sur le palier sont audibles et paraissent terroriser les trois protagonistes.
Le dénouement montre la porte de l'appartement qui s'ouvre mais personne n'entre, un cri retentit et un plan peu définissable emplit l'écran. Suzie referme la porte et les trois personnages se regroupent les uns contre les autres sur le canapé dans une attitude craintive, et Suzie dit : « Je me demande qui je serai ».

## Fiche technique
- Titre : Rabbits
- Réalisateur : David Lynch
- Scénario : David Lynch
- Musique : Angelo Badalamenti
- Langue : anglais
- Pays d'origine :  États-Unis
- Année de production : 2002
- Format : couleur - 1,78:1
- Genre : Film dramatique, Film fantastique, Thriller, Film d'épouvante, Film d'horreur
- Durée : 50 minutes

## Distribution
- Jack : Scott Coffey
- Jane : Rebekah Del Rio
- Jane : Laura Elena Harring
- Suzie : Naomi Watts